# Dating and New York
Dating and New York est une comédie américaine écrite et réalisée par Jonah Feingold, sortie en 2021.

## Distribution
- Jaboukie Young-White : Milo
- Francesca Reale : Wendy
- Catherine Cohen : Jessie
- Brian Muller : Hank
- Jerry Ferrara : Cole
- Arturo Castro
- Taylor Hill : Olivia
- Jonah Feingold : Mort
- Alex Moffat : Trent
- Eva Victor
- Yedoye Travis : Tripp